# Western

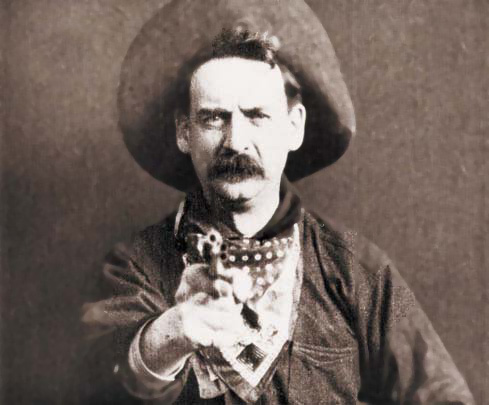
Justus D. Barnes, al considerat el primer western The Great Train Robbery (1903)

El western és bàsicament un gènere cinematogràfic, tot i que s'origina com un gènere literari, l'acció del qual se situa al Far West, principalment durant la segona meitat del segle xix. Aparegut des dels primers anys del cinema mut, és un gènere essencialment clàssic, vinculat sobretot a la indústria cinematogràfica de Hollywood.
No hi ha cap altre país que hagi sabut popularitzar millor a través de l'art els fets i els protagonistes de l'expansió de la seva frontera com ho han fet els Estats Units amb el western. El gènere western ha sabut mostrar les tensions entre l'individu i la comunitat; entre ramaders i agricultors; entre els indis, els colons i els militars (coneguts en el mitjà com "pells roges", "cares pàlides" i "casaques blaves", respectivament); entre l'oest rural i l'est urbà i industrial. Encara que no totes eren de bona qualitat, aquestes produccions han captivat l'atenció del públic, especialment entre els anys 30 i els 60 del segle xx. Herois i malfactors del Far West han estat elevats a nivells de llegenda als Estats Units i a tot el món, i també són remarcables les produccions pròpies, tant en literatura com en cinematografia, de diversos països, com França, Itàlia, Espanya, Mèxic i el Regne Unit.

## Definició i temes
La paraula "western", originàriament un adjectiu derivat de "west" i el significat del qual és "relatiu a l'oest", es va substantivar per fer referència a les obres (fonamentalment cinematogràfiques, encara que també existeixen en la literatura) que estiguessin ambientades a l'antic oest americà. Habitualment també s'usa l'expressió "pel·lícula de l'oest" o "pel·lícula de vaquers".
Aquest vessant literari, hereu de la novel·la cavalleresca, va servir per exaltar les virtuts de pistolers al servei de la llei i de militars del cos de cavalleria, car ambdues ocupacions eren garantia de seguretat en un moment històric sotmès a tensions molt violentes (vegeu, successivament, la Gran Depressió, la Segona Guerra Mundial i la Guerra Freda).

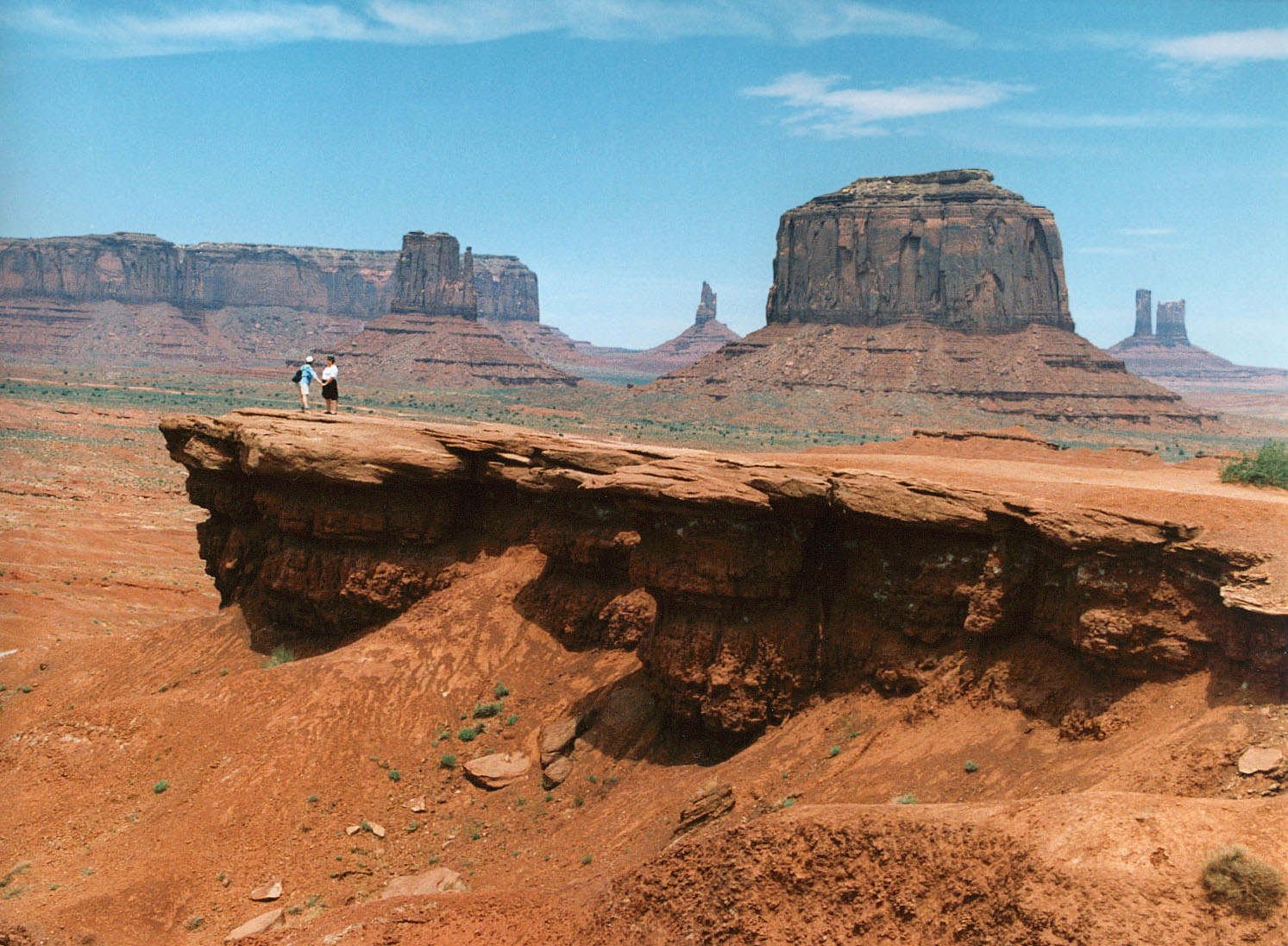
El Monument Valley, l'escenari favorit de John Ford.

El western barreja l'esperit d'aventura, les condicions atzaroses i el caràcter violent que van acompanyar la colonització d'aquests territoris. Hi són habituals un conjunt d'arquetips (el xèrif, els bandolers, els cowboys, els indis, el Setè de cavalleria, les caravanes, el ferrocarril, la diligència, el foraster, etc.) i d'arguments (el viatge, la transhumància, la guerra contra els indis, la febre de l'or, etc.) es repeteixen amb variacions i superposicions, acompanyades d'una estètica inconfusible (el barret vaquer, les pistoles, el saloon, el paisatge dels canyons, etc.).
Però cal veure el western com el que és. Dee Brown resumeix la cautela que cal tenir a l'hora d'acceptar el que comunament es presenta al públic com l'autèntic “salvatge oest”:
| « | Hem d'acceptar el fet que el Far West va ser simplement un lloc de màgia i meravelles. Mites i històries folclòriques formen la base de gairebé qualsevol saga en la literatura de l'oest americà. Constitueixen l'entreteniment i l'alegria dels realitzadors de cinema i televisió. Però ens han de permetre ser prou intel·ligents per aprendre la veritable Història, perquè puguem reconèixer un mite quan el veiem. | » |

## Història del gènere

### Literatura
Després de la guerra d'independència, la frontera dels Estats Units estava formada pels actuals estats de Pennsilvània, Ohio, Kentucky i Tennessee, és a dir, el territori situat entre els monts Apalatxes i el riu Mississipi. Ja en aquella època es van publicar les primeres obres que representaven les històries de l'oest. Aquestes primeres obres van ser The Mountain Muse (1813) de Daniel Bryan, The Backwoodsman de James Kirk Paulding i Leatherstocking Tales de James Fenimore Cooper. Exploradors com Daniel Boone o David Crockett, i episodis com la batalla d'El Álamo van alimentar moltes històries populars. Kit Carson va ser el protagonista de The Prairie Flower d'Emerson Bennet, 1849. El 1872 van entrar en escena escriptors com Mark Twain amb “Passant Fatigues” (Roughing It), i Bret Harte amb “La fortuna de Roaring Camp” (The Luck of Roaring Camp). A mesura que la frontera s'expandia més enllà del riu Mississipi, van canviar els protagonistes i temes d'aquest gènere literari. Amb la nova frontera, els homes de la llei lluitaven contra els malfactors, els colons blancs contra els pells roges, i contra els cowboys. L'amerindi sovint és considerat com un "noble" salvatge.
A la fi dels anys 1850, una firma novaiorquesa, The House of Beadle and Adams, va llançar les anomenades Dime Novels ("novel·les de deu centaus"), dites així perquè estaven impreses en un paper de poca qualitat. La primera sèrie completa va ser “Malaeska: L'esposa índia del caçador blanc” (Malaeska: The Indian Wife of the White Hunter, 1860). Van tenir un gran èxit, perquè es van vendre seixanta mil còpies en un any. El 1869, Edward Zane Carroll Judson, més conegut com a Ned Buntline, va fer famós a William Cody, Buffalo Bill, heroi de la frontera. Milers de títols i centenars d'autors van mantenir la vigència d'aquestes publicacions fins a la dècada de 1960. També hi va haver revistes amb temes western, com Harper's, Atlantic Monthly, Saturday Evening Post i Collier's. De vegades, els personatges estaven basats en persones reals com Jesse James, Butch Cassidy, Sundance Kid, o Joaquín Murrieta.
Les històries del Far West en llibre van aparèixer a l'inici del segle xx amb autors com Zane Gray i Max Brand. A Anglaterra van aparèixer els paperback books el 1935.

### Cinema
La cinematografia va reprendre les històries reals, romàntiques, fictícies i satíriques del Far West. Es considera la primera pel·lícula de l'Oest The Great Train Robbery (1903), d'Edwin S. Porter, rodada en un temps en què el que s'hi narrava encara tenia el seu reflex a les pàgines dels diaris. "Kit Carson" és del mateix any. Porter considerà que el seu primer western fou Life of a Cowboy (1906), relegant The Great Train Robbery a una pel·lícula de lladres. El 1911 Thomas Harper Ince instal·là un estudi i inicià la producció d'aquest gènere amb The Lieutenant's Last Fight (1912). Li seguiren El naixement d'una nació (1915), de D.W. Griffith i The Covered Wagon (1923), de James Cruze. El 1929 Raoul Walsh rodà In Old Arizona, el primer western sonor. Entre els actors més populars d'aquesta primera època es trobaven Tom Mix, William Boyd (que s'identificà amb el personatge "Hopalong Cassidy") i Harry Carey.
En els anys 1920 i 1940, la majoria de films van ser de baix pressupost, degut a la Gran Depressió, però això no va impedir que molts actors es convertissin en reconegudes estrelles, tals com Maureen O'Hara, Gary Cooper, John Wayne i James Stewart. En els anys 1930 va aparèixer la figura del vaquer cantor (singing cowboy), amb actors com Gene Autry, Tex Ritter i Roy Rogers. Fins als anys 1960, els temes preferits van ser el romanç i les escenes de trets, també van abundar els musicals (com ara Set núvies per a set germans, 1954), comèdies, i fins i tot paròdies (per exemple, Go West, dels Germans Marx, 1940). En els anys 1950, el 34% dels films de Hollywood situava l'acció al Far West.
Pel·lícules més sofisticades i amb històries més complexos i amb personatges no tan definits com a "bons" o "dolents", van anar apareixent amb els anys. Les dècades dels quaranta i els cinquanta, animades per la generalització en l'ús del color i els grans formats, ofereixen un ampli nombre d'obres mestres. Algunes s'han considerat clàssics del gènere, com:

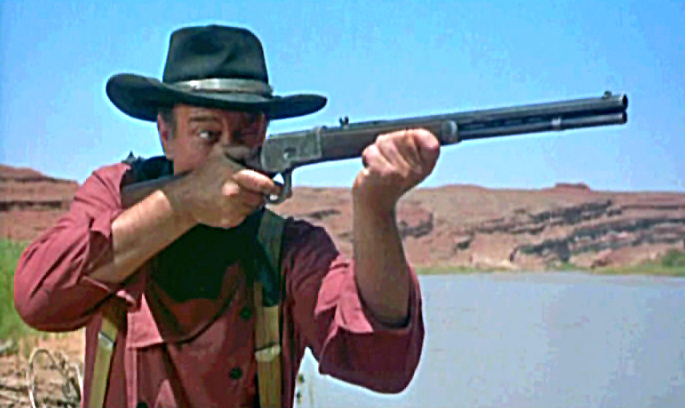
L'actor John Wayne en una escena de la pel·lícula "Centaures del desert" (1956).

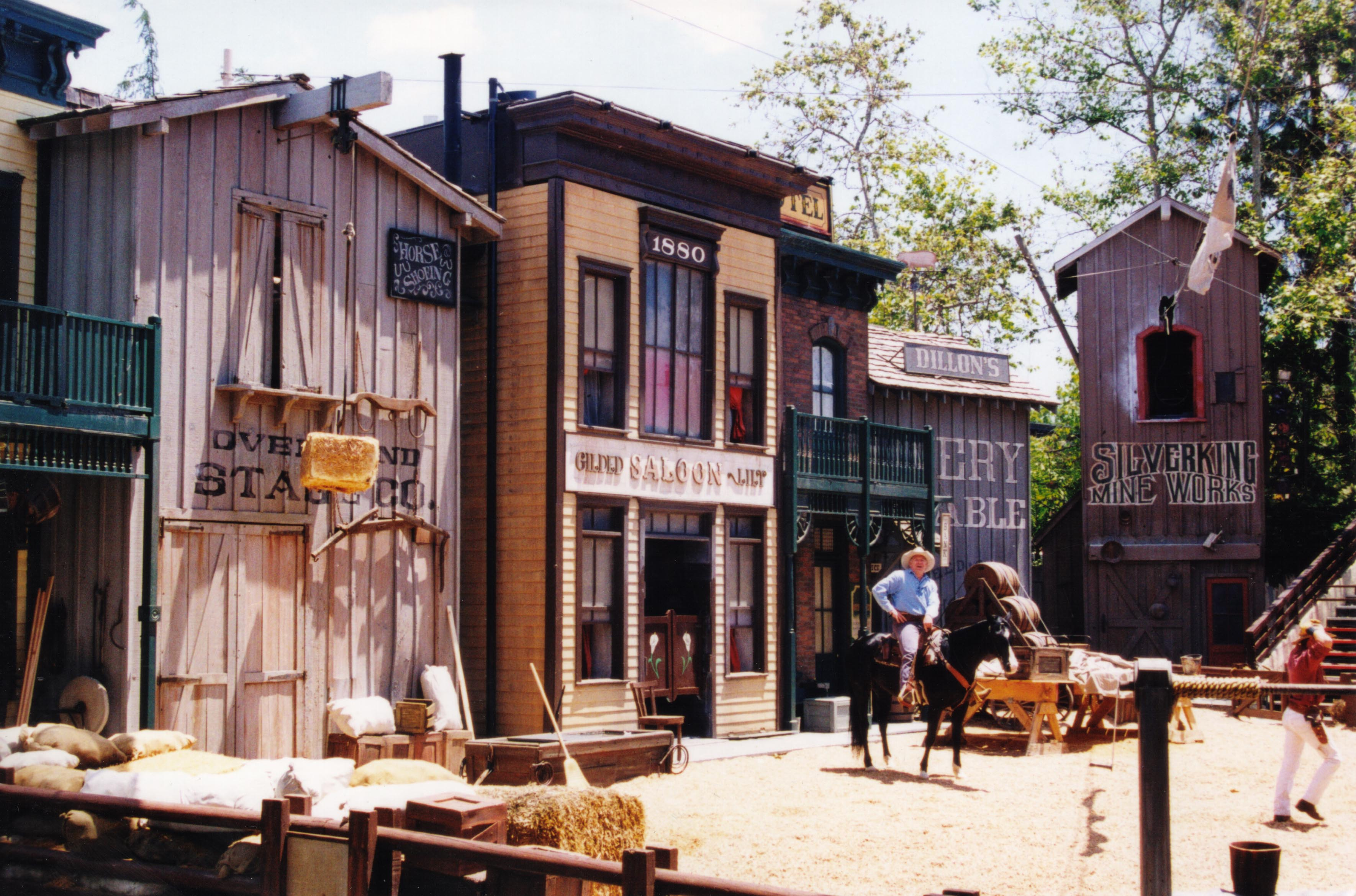
Decorat del Universal Studio, a Hollywood.

- Stagecoach (“La diligència”, 1939), de John Ford
- The Ox-Bow Incident (1943), de William A. Wellman
- My Darling Clementine (1946), de John Ford
- Duel in the Sun (“Duel al sol”, 1946)
- Riu Vermell (Red River) (1948) de Howard Hawks
- The Treasure of Sierra Madre (“El tresor de Sierra Madre”, 1948)
- High Noon (“Sol davant el perill”, 1952, amb Gary Cooper), de Fred Zinnemann
- The Big Sky (“Riu de sang”, 1952), de Howard Hawks
- Bend of the River (1952), d'Anthony Mann
- Shane (“Arrels profundes”, 1953) de George Stevens
- Run the Arrow (1957), de Samuel Fuller
- Río Bravo (1959), de Howard Hawks
- The Magnificent Seven (“Els set magnífics”, 1960), de John Sturges
- How the West Was Won (“La conquesta de l'Oest”, 1962)

Però sens dubte, el realitzador que encapçala aquest gènere fou John Ford, considerat un dels directors més importants de la història del cinema. El 1924 signava The Iron Horse (“El cavall de ferro”), i el 1939 va realitzar un western que resumeix totes les convencions i recursos narratius del gènere: la ja esmentada Stagecoach. Ford també seria el responsable d'una trilogia que retratava el vessant militar -no sempre honorable i èpic- de les guerres entre la cavalleria i les nacions índies: Fort Apache (1947), She Wore a Yellow Ribbon, (1949) i Rio Grande (1950). El seu actor preferit, John Wayne, es va convertir en una icona vivent del gènere western.
La conjuntura sociopolítica de la dècada del 1960 va facilitar noves ofertes, d'acord amb el desencant i l'escepticisme propiciats pels esdeveniments d'aquell moment històric. La moda del gènere inicia, però, un lent declivi. Pel·lícules com Grup salvatge (1969), de Sam Peckinpah, impregnades d'una violència insòlita, revisen el passat amb una amargor plena de connotacions.
A partir de 1970 es van realitzar tota una sèrie de films de qualitat, basats en gran part en la desmitificació de temes i convencions del gènere, a base d'un humor àcid i irònic. Arthur Penn, que precisament s'havia estrenat al cinema el 1958 amb una recreació personal de Billy el Nen, dirigeix la seva producció més cara i un dels millors exemples d'aquesta nova tendència, Petit gran home (1970, amb Dustin Hoffman i Faye Dunaway). Subliminalment, el film criticava l'actuació de l'Exèrcit dels Estats Units i, concretament, el Setè de cavalleria, que aleshores combatia a la Guerra del Vietnam. Altres títols significatius de l'època són: A Man Called Horse (“Un home anomenat Cavall”, 1970), etc.
A Europa, especialment a Itàlia, es desenvolupà els anys 1960 una modalitat de westerns de baix pressupost i de qualitat sovint ínfima coneguda amb el nom de spaghetti western. Pocs títols han passat a la història, entre els quals Per un grapat de dòlars (1964) i El bo, el lleig i el dolent, 1966), ambdós dirigits per Sergio Leone, interpretats per Clint Eastwood i amb música d'Ennio Morricone.
Cap a la meitat dels anys setanta el western ja era un gènere en decadència i pràcticament desaparegut. Només aportacions puntuals posteriors, que han anat tocant diverses temàtiques, com ara Pale Rider (“El genet pàl·lid”, 1986); l'èpica Dances with Wolves (“Ballant amb llops”, 1990), de Kevin Costner; la dramàtica Unforgiven (“Sense perdó”, 1992), de Clint Eastwood; l'episodi de ciència-ficció còmica The Wild Wild West (“Les aventures de Jim West”, 1999); o una de les més recents, “L'assassinat de Jesse James pel covard Robert Ford” (2007), han revifat temporalment el western.
La llista de pel·lícules considerades western en tota la història del cinema sobrepassen les deu mil.

### Altres expressions artístiques

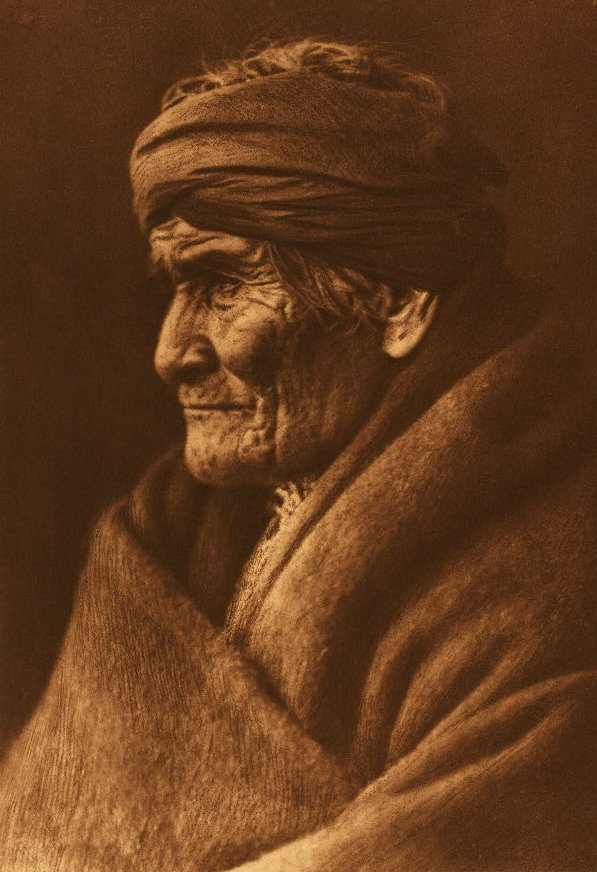
Fotografia del cap apatxe Jerónimo, per Edward S. Curtis.

Amb l'aparició de la televisió, durant l'apogeu del western, es van popularitzar les sèries, que van aconseguir el seu punt àlgid entre els anys 1959 i 1961, amb fins a trenta títols emesos simultàniament; aquesta popularitat va perdurar fins a mitjans dels anys 1970. Entre les més reconegudes: “Bonanza”, “La llei del revòlver” (Gunsmoke), “L'home del rifle” (The Rifleman), “Rawhide”, “El Llanero Solitario” (The Lone Ranger), “El Gran Chaparral” (The High Chaparral), “La casa de la praderia” (Little house on the prairie), Kung Fu, etc.
En la mateixa època, es van traslladar les estrelles de la pantalla als còmics. “El Llanero Solitario” (The Lone Ranger), per exemple, es va mantenir fins al 1994. En canvi, el personatge “Lucky Luke”, del dibuixant belga Morris, va passar del còmic als dibuixos animats.
El western també va ser present a la ràdio amb temes moralistes.
Altres branques de l'art —no necessàriament considerades dintre del gènere western— també han reflectit fets i personatges a l'oest del riu Mississipi.
En pintura, George Catlin va representar els costums dels nadius a la seva obra, i molt del que es coneix dels antics pobladors de les Grans Planes se li deu a ell. També Frederick Remington, va fer retrats realistes dels habitants de la zona, perquè va prendre com a models dels seus treballs a individus propers a la vida a l'aire lliure, entre ells vaquers, soldats i pioners. Altres artistes de renom van ser: Charles Marion Russell, George Caleb Bingham, James Bama, Thomas Moran, etc.
En fotografia són notables els noms de William Henry Jackson, els treballs del qual van ser decisius per a la proclamació del Parc Nacional de Yellowstone; també Edward Sheriff Curtis va dedicar bona part de la seva vida a fotografiar als amerindis a principis del segle xx, obres que es van publicar al llibre “L'indi de Nord-amèrica”.
Així mateix, en poesia va sorgir una expressió de l'ambient dels vaquers (cowboy poetry). Apareguda després de la guerra civil, va ser influenciada per diferents manifestacions culturals de l'època, degut a les variades nacionalitats i oficis de la gent que va poblar el territori; els temes comuns són els relatius a la naturalesa i a personatges de l'època.
D'altra banda, en música, el gènere anomenat "música country" ha tocat molts temes i aspectes del Far West, però la influència d'aquest no ha estat directa, ja que les veritables arrels d'aquest gènere han estat les múltiples i diverses aportacions dels immigrants arribats als Estats Units.